# さいたま市の地名
さいたま市の地名（さいたましのちめい）では、埼玉県さいたま市の地名の変遷と、現在の市内の地名の状況を記述する。

## 概要

### 各区の町丁・大字の概要
ここでは、2024年2月時点での各行政区の町丁・大字の概要を記す。

#### 西区
西区は、東部・西大宮駅北側・荒川右岸以外は多くが大字である。プラザでは住居表示が実施されている。
- 町丁
  - 住居表示実施地区
    - プラザ

  - 住居表示未実施地区
    - 塚本町一丁目 - 三丁目、西大宮一丁目 - 四丁目、三橋五丁目・六丁目、宮前町、湯木町一丁目・二丁目
- 大字
  - 大字飯田、大字飯田新田、大字植田谷本、大字植田谷本村新田、大字上野本郷、大字内野本郷、大字上内野、大字指扇、大字指扇領辻、大字指扇領別所、大字佐知川、大字三条町、大字島根、大字下内野、大字昭和、大字清河寺、大字高木、大字塚本、大字土屋、大字中釘、大字中野林、大字西遊馬、大字西新井、大字西内野、大字平方領々家、大字二ツ宮、大字宝来、大字水判土、大字峰岸

#### 北区
北区は、大半の地区で町名地番変更が実施されて町丁となっているが、河川敷や線路敷に大字が残存している。なお、市内10区で唯一、住居表示実施地区が存在しない。
- 町丁
  - 住居表示実施地区
    - なし

  - 住居表示未実施地区
    - 植竹町一丁目・二丁目、大成町四丁目、櫛引町二丁目、今羽町、砂町一丁目、土呂町一丁目・二丁目、土呂町、奈良町、日進町一丁目 - 三丁目、東大成町一丁目・二丁目、別所町、本郷町、盆栽町、見沼一丁目 - 三丁目、宮原町一丁目 - 四丁目、吉野町一丁目・二丁目
- 大字
  - 大字大成、大字大宮、大字上加、大字加茂宮、大字土呂、大字西本郷、大字西谷

#### 大宮区
大宮区は、旧市時代の1982年に大字が消滅した。大原六丁目・七丁目では住居表示が実施されている。
- 町丁
  - 住居表示実施地区
    - 大原六丁目・七丁目

  - 住居表示未実施地区
    - 東町一丁目・二丁目、天沼町一丁目・二丁目、大成町一丁目 - 三丁目、上小町、吉敷町一丁目 - 四丁目、北袋町一丁目・二丁目、櫛引町一丁目、桜木町一丁目 - 四丁目、下町一丁目 - 三丁目、寿能町一丁目・二丁目、浅間町一丁目・二丁目、大門町一丁目 - 三丁目、高鼻町一丁目 - 四丁目、土手町一丁目 - 三丁目、仲町一丁目 - 三丁目、錦町、堀の内町一丁目 - 三丁目、三橋一丁目 - 四丁目、宮町一丁目 - 五丁目
- 大字
  - なし

#### 見沼区
見沼区は、北部は町丁が多い。南部は大字が多いが、町丁も点在する。春野一丁目 - 三丁目では住居表示が実施されている。
- 町丁
  - 住居表示実施地区
    - 春野一丁目 - 三丁目

  - 住居表示未実施地区
    - 大和田町一丁目・二丁目、卸町一丁目・二丁目、加田屋一丁目・二丁目、片柳一丁目・二丁目、片柳東、島町一丁目・二丁目、島町、砂町二丁目、染谷一丁目 - 三丁目、春岡一丁目 - 三丁目、春野四丁目、東大宮一丁目 - 七丁目、東宮下一丁目 - 三丁目、深作一丁目 - 五丁目、風渡野一丁目・二丁目、堀崎町、丸ヶ崎町、宮ヶ谷塔一丁目 - 四丁目
- 大字
  - 大字大谷、大字加田屋新田、大字片柳、大字上山口新田、大字小深作、大字笹丸、大字島、大字新右エ門新田、大字砂、大字染谷、大字中川、大字新堤、大字西山新田、大字西山村新田、大字蓮沼、大字東新井、大字東宮下、大字東門前、大字膝子、大字深作、大字風渡野、大字丸ヶ崎、大字御蔵、大字南中野、大字南中丸、大字宮ヶ谷塔、大字見山、大字山

#### 中央区
中央区は、大字上落合と大字下落合が残存する他は、町丁となっている。町丁は、新都心と鈴谷一丁目・二丁目を除いて住居表示が実施されている。
- 町丁
  - 住居表示実施地区
    - 上峰一丁目 - 四丁目、円阿弥一丁目 - 七丁目、大戸一丁目 - 六丁目、上落合一丁目 - 九丁目、桜丘一丁目・二丁目、下落合二丁目 - 七丁目、新中里一丁目 - 五丁目、鈴谷三丁目 - 九丁目、八王子一丁目 - 五丁目、本町西一丁目 - 六丁目、本町東一丁目 - 七丁目

  - 住居表示未実施地区
    - 新都心、鈴谷一丁目・二丁目
- 大字
  - 大字上落合、大字下落合

#### 桜区
桜区は、南部・東部は町丁となっており、北部・西部と荒川河川敷は大字となっている。町丁はすべて住居表示が実施されている。
- 町丁
  - 住居表示実施地区
    - 栄和一丁目 - 六丁目、桜田一丁目 - 三丁目、新開一丁目 - 四丁目、田島一丁目 - 十丁目、道場一丁目 - 五丁目、中島一丁目 - 四丁目、西堀一丁目 - 十丁目、町谷一丁目 - 四丁目、南元宿一丁目・二丁目、山久保一丁目・二丁目

  - 住居表示未実施地区
    - なし
- 大字
  - 大字大久保領家、大字上大久保、大字五関、大字在家、大字栄和、大字新開、大字下大久保、大字宿、大字昭和、大字白鍬、大字神田、大字関、大字田島、大字塚本、大字道場、大字中島、大字西堀、大字町谷、大字南元宿、大字山久保

#### 浦和区
浦和区は、大字三崎以外は町丁となっている。町丁はすべて住居表示が実施されている。
- 町丁
  - 住居表示実施地区
    - 大原一丁目 - 五丁目、上木崎一丁目 - 八丁目、木崎一丁目 - 五丁目、岸町一丁目 - 七丁目、北浦和一丁目 - 五丁目、皇山町、駒場一丁目・二丁目、神明一丁目・二丁目、瀬ヶ崎一丁目 - 五丁目、大東一丁目 - 三丁目、高砂一丁目 - 四丁目、常盤一丁目 - 十丁目、仲町一丁目 - 四丁目、針ヶ谷一丁目 - 四丁目、東岸町、東高砂町、東仲町、前地一丁目 - 三丁目、元町一丁目 - 三丁目、本太一丁目 - 五丁目、領家一丁目 - 七丁目

  - 住居表示未実施地区
    - なし
- 大字
  - 大字三崎

#### 南区
南区は、大字円正寺・大字大谷口・大字太田窪・大字堤外・大字広ヶ谷戸以外は町丁となっている。町丁はすべて住居表示が実施されている。
- 町丁
  - 住居表示実施地区
    - 内谷一丁目 - 七丁目、大谷場一丁目・二丁目、鹿手袋一丁目 - 七丁目、白幡一丁目 - 六丁目、神明一丁目・二丁目、関一丁目・二丁目、太田窪二丁目・四丁目・五丁目、辻一丁目 - 八丁目、沼影一丁目 - 三丁目、根岸一丁目 - 五丁目、文蔵一丁目 - 五丁目、別所一丁目 - 七丁目、曲本一丁目 - 五丁目、松本一丁目 - 四丁目、南浦和一丁目 - 四丁目、南本町一丁目・二丁目、四谷一丁目 - 三丁目

  - 住居表示未実施地区
    - なし
- 大字
  - 大字円正寺、大字大谷口、大字太田窪、大字堤外、大字広ヶ谷戸

#### 緑区
緑区は、西部に住居表示実施済みの町丁が、東浦和駅北側と浦和美園駅・東川口駅周辺に区画整理によって成立した町丁（住居表示未実施）があり、それ以外は大字となっている。
- 町丁
  - 住居表示実施地区
    - 道祖土一丁目 - 四丁目、太田窪一丁目・三丁目、原山一丁目 - 四丁目、山崎一丁目

  - 住居表示未実施地区
    - 大間木二丁目・三丁目、芝原一丁目 - 三丁目、馬場一丁目・二丁目、東浦和一丁目 - 九丁目、東大門一丁目 - 三丁目、松木一丁目 - 三丁目、美園一丁目 - 六丁目、宮本一丁目・二丁目
- 大字
  - 大字大崎、大字大牧、大字大間木、大字大谷口、大字上野田、大字北原、大字玄蕃新田、大字下野田、大字下山口新田、大字新宿、大字大道、大字大門、大字代山、大字高畑、大字寺山、大字中尾、大字中野田、大字南部領辻、大字蓮見新田、大字間宮、大字三浦、大字見沼、大字三室、大字宮後

#### 岩槻区
岩槻区は、岩槻駅周辺に住居表示実施済みの町丁が、東岩槻駅周辺と浦和美園駅東側に区画整理によって成立した町丁（住居表示未実施）があり、それ以外は大字となっている。
- 町丁
  - 住居表示実施地区
    - 愛宕町、太田一丁目 - 三丁目、加倉一丁目 - 五丁目、城南一丁目 - 五丁目、城町一丁目・二丁目、仲町一丁目・二丁目、並木一丁目・二丁目、西原、西原台一丁目・二丁目、西町一丁目 - 五丁目、原町、東町一丁目・二丁目、日の出町、府内一丁目 - 四丁目、本町一丁目 - 六丁目、本丸一丁目 - 四丁目、宮町一丁目・二丁目、美幸町

  - 住居表示未実施地区
    - 上野一丁目 - 六丁目、上里一丁目・二丁目、古ケ場一丁目・二丁目、諏訪一丁目 - 五丁目、東岩槻一丁目 - 六丁目、美園東一丁目 - 三丁目、南平野一丁目 - 五丁目
- 大字
  - 大字相野原、大字飯塚、大字岩槻、大字上野、大字浮谷、大字裏慈恩寺、大字大口、大字太田、大字大戸、大字大野島、大字大森、大字大谷、大字尾ケ崎、大字尾ケ崎新田、大字表慈恩寺、大字釣上、大字釣上新田、大字加倉、大字掛、大字柏崎、大字金重、大字鹿室、大字黒谷、大字古ケ場、大字小溝、大字笹久保、大字笹久保新田、大字慈恩寺、大字真福寺、大字末田、大字高曽根、大字徳力、大字長宮、大字新方須賀、大字野孫、大字平林寺、大字本宿、大字馬込、大字増長、大字南下新井、大字南辻、大字南平野、大字箕輪、大字村国、大字谷下、大字横根

### 命名方法の特徴
旧浦和市が行った町名変更には、大字○○から○○町が成立した後、住居表示実施により○○一丁目といった町丁が成立したパターンと、大字○○から住居表示実施により○○一丁目といった町丁が成立したパターンの2種類がある。
旧大宮市では、1950年代後半以降、町名地番変更により町丁が成立している。これは市制10周年記念事業の一つとして行われたものであり、元の大字名や小字名の後に「町」をつけて新たな町名とするパターンが多い。1962年（昭和37年）7月17日には、全国に先駆けた町名地番改正・住居表示の合理化などにより、当時の自治大臣から優良市として表彰を受けている。
市全体でみると、大字名に由来した町名が多いが、井沼方・木曽良など消滅した地名もある。浦和市油面、浦和市西浦和（1976年 - 1978年）など、短期間だけ存在した地名もある。
飛地は、一点を除いて上尾市と川越市に囲まれている西区大字宝来の飛地（上尾市大字平方の飛地も隣接）、春日部市花積および道口蛭田に囲まれた岩槻区諏訪一丁目・大字表慈恩寺の飛地がある。市内での大字の飛地は、荒川の河川敷内、特に上江橋北側と秋ヶ瀬公園付近に多い。なお、西区塚本町・湯木町などは、荒川に架かる治水橋で対岸につながっているのみで、事実上の飛地のようになっている。

### 成立の分類
土地区画整理事業完了による地名変更
土地区画整理事業の換地処分公告が行われた翌日に町名地番変更が行われ、町丁が新設される場合。以下に、さいたま市発足後の例を挙げる。
- 東浦和一丁目 - 九丁目、新都心、春野四丁目、島町一丁目・二丁目、南平野一丁目 - 五丁目、春岡一丁目 - 三丁目、美園一丁目 - 六丁目、美園東一丁目 - 三丁目、西大宮一丁目 - 四丁目、大間木二丁目・三丁目、風渡野一丁目・二丁目

住居表示実施による地名変更
旧浦和市・旧与野市・旧岩槻市の町丁は、多くが住居表示実施により成立したもの。旧大宮市では、プラザ・春野一丁目 - 三丁目以外は町名地番変更により町丁が成立している。なお、さいたま市発足後に住居表示実施により成立した町丁は存在しない。

## 歴史
さいたま市は、2001年（平成13年）5月1日に浦和市・大宮市・与野市が合併して誕生した、比較的新しい自治体である。2003年（平成15年）4月1日に政令指定都市に移行し、2005年（平成17年）4月1日に岩槻市を編入した。かつては笹目領（佐々目郷）、植田谷領、木崎領、与野領（与野郷）などに属していた。
明治の市町村合併により、旧村が大字となり、市域のすべてが大字だった。浦和・大宮・与野の3市は北足立郡に、岩槻市は南埼玉郡に属したという歴史的な違いもある。その後、住居表示の実施や町名地番変更により町丁への変更が進められてきた。

### 年表

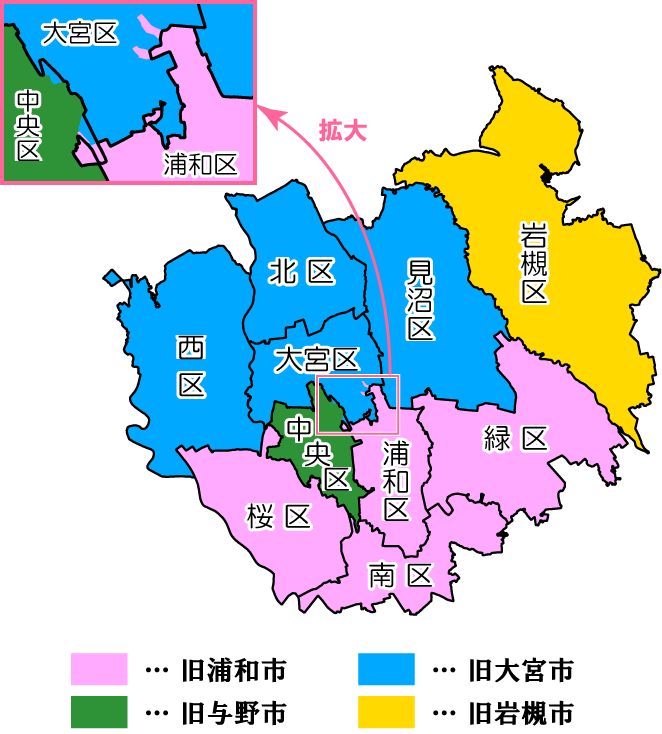
さいたま市の10行政区

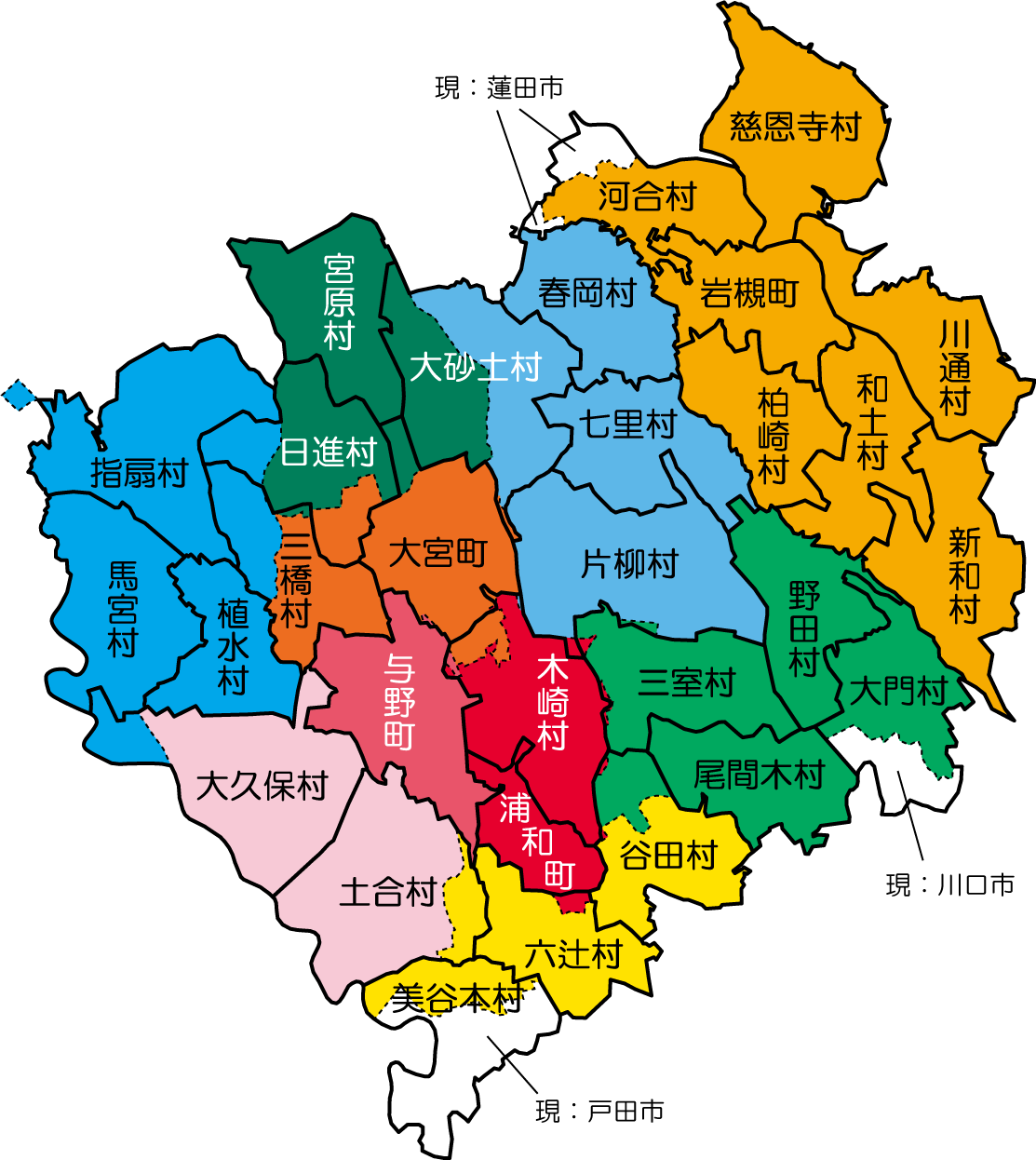
さいたま市域の旧市町村

太字は、新たに成立した町丁および大字。個々の地名の変遷は、各町名記事を参照。なお、若干の境界変更や編入は省略した。

#### 1950年以前
- 1889年（明治22年）
  - 4月1日：町村制施行。
    - 北足立郡浦和町・木崎村・谷田村・尾間木村・三室村・六辻村・土合村・大久保村・美谷本村・大門村・野田村が発足。
    - 北足立郡大宮町・三橋村・日進村・宮原村・大砂土村・指扇村・馬宮村・植水村・片柳村・大谷村外6ヶ村組合・深作村外3ヶ村組合が発足。
    - 北足立郡与野町が発足。
    - 南埼玉郡岩槻町・柏崎村・河合村・川通村・慈恩寺村・新和村・和土村が発足。

  - 6月1日：大谷村外6ヶ村組合が膝子村外6ヶ村組合に改称される。
- 1892年（明治25年）9月21日：深作村外3ヶ村組合の4村が合併し、春岡村が発足。
- 1913年（大正2年）4月2日：膝子村外6ヶ村組合の7村が合併し、七里村が発足。
- 1932年（昭和7年）4月1日：木崎村（大字北袋を除く）・谷田村が浦和町に編入合併される。木崎村大字北袋は大宮町に編入される。
- 1934年（昭和9年）2月11日：浦和町が市制を施行し、浦和市となる。
- 1937年（昭和12年）10月1日：浦和市岸町一丁目 - 八丁目[注釈 2]、高砂町一丁目 - 五丁目、常盤町一丁目 - 十丁目、仲町一丁目 - 五丁目[注釈 3]が成立。現市域で初めて、現在の町丁のもととなる町丁が成立する。
- 1938年（昭和13年）7月1日：六辻村が町制を施行し、六辻町となる。
- 1940年（昭和15年）
  - 4月17日：尾間木村・三室村が浦和市に編入合併される。
  - 11月3日：大宮町・三橋村・日進村・宮原村・大砂土村が合併し、大宮市が発足。
- 1942年（昭和17年）4月1日：六辻町が浦和市に編入合併される。
- 1943年（昭和18年）：浦和市北浦和町一丁目 - 五丁目、針ヶ谷町一丁目 - 四丁目が成立。大字針ヶ谷が消滅。

#### 1951年から2000年
- 1954年（昭和29年）
  - 1月1日：浦和市本太町一丁目 - 五丁目、元町一丁目 - 三丁目[注釈 4]、前地町一丁目 - 三丁目が成立。
  - 5月3日：岩槻町・柏崎村・河合村・川通村・慈恩寺村・新和村・和土村が合併し、新たな岩槻町が発足。
  - 7月1日：岩槻町が市制を施行し、岩槻市が発足。
  - 10月20日：大宮市北袋町一丁目・二丁目が成立。現市域で初めて、現行の町丁が成立する。
  - 12月1日：大宮市大字猿ヶ谷戸が大字蓮沼に変更される。
- 1955年（昭和30年）
  - 1月1日
    - 土合村・大久保村が浦和市に編入合併される。
    - 指扇村・馬宮村・植水村・片柳村・七里村・春岡村が大宮市に編入合併される。

  - 2月1日：大宮市天沼町一丁目・二丁目が成立。大字上天沼および大字下天沼が消滅。
  - 7月1日：大宮市吉敷町一丁目 - 四丁目、下町一丁目 - 三丁目、浅間町一丁目・二丁目、仲町一丁目 - 三丁目が成立。
  - 10月5日：大宮市東町一丁目・二丁目、堀の内町一丁目 - 三丁目が成立。
- 1956年（昭和31年）
  - 2月1日：大宮市寿能町一丁目・二丁目、高鼻町一丁目 - 四丁目が成立。
  - 7月10日：大宮市大門町一丁目 - 三丁目、土手町一丁目 - 三丁目、宮町一丁目 - 五丁目が成立。大字高鼻が消滅。
  - 11月1日：大宮市桜木町一丁目 - 四丁目が成立。
- 1957年（昭和32年）
  - 2月11日：大宮市錦町が成立。
  - 7月10日：大宮市大成町一丁目 - 四丁目が成立。
  - 11月1日：大宮市植竹町一丁目・二丁目、東大成町一丁目・二丁目、盆栽町が成立。大字土手宿が消滅。
- 1958年（昭和33年）
  - 2月11日：大宮市土呂町が成立。
  - 7月10日：大宮市日進町一丁目 - 三丁目、櫛引町一丁目・二丁目が成立。大字下加が消滅。
  - 7月15日：与野町が市制を施行し、与野市となる。
  - 11月5日：大宮市上小町が成立。大字上小村田が消滅。
- 1959年（昭和34年）
  - 2月1日：大宮市本郷町が成立。
  - 4月1日：戸田町のうち旧美谷本村北部（大字内谷・大字堤外・大字曲本および大字松本新田の各一部）が浦和市に編入される。
  - 4月20日：大宮市三橋一丁目 - 六丁目が成立。大字櫛引・大字側ヶ谷戸および大字並木が消滅。
  - 10月10日：大宮市宮前町が成立。
- 1960年（昭和35年）
  - 2月1日：大宮市今羽町が成立。大字今羽が消滅。
  - 7月11日：大宮市大和田町一丁目・二丁目が成立。
  - 11月1日：大宮市別所町が成立。
- 1961年（昭和36年）
  - 4月10日：大宮市島町が成立。
  - 7月15日：大宮市砂町一丁目・二丁目、堀崎町が成立。
  - この年：大宮市宮原町一丁目・三丁目が成立。
- 1962年（昭和37年）5月1日
  - 美園村のうち、大字差間・大字行衛を除く旧大門村・旧野田村の区域が浦和市に編入される（残りは川口市に編入）。
  - 大宮市吉野町一丁目・二丁目が成立。
- 1964年（昭和39年）4月1日：浦和市大谷場一丁目・二丁目、岸町一丁目 - 七丁目、東岸町、南浦和一丁目 - 三丁目が成立。
- 1965年（昭和40年）
  - 7月1日：浦和市高砂一丁目 - 四丁目、常盤一丁目 - 十丁目、仲町一丁目 - 四丁目、東高砂町、東仲町、別所一丁目 - 四丁目が成立。
  - 12月1日：岩槻市愛宕町、西町一丁目・二丁目・五丁目、本町一丁目・三丁目・五丁目、宮町一丁目・二丁目が成立。
- 1966年（昭和41年）
  - 4月1日：浦和市駒場一丁目、前地一丁目 - 三丁目、元町一丁目 - 三丁目、本太一丁目 - 五丁目が成立。
  - 10月1日：岩槻市仲町一丁目・二丁目、西町三丁目・四丁目、東町一丁目・二丁目、日の出町、本町二丁目・四丁目・六丁目、美幸町が成立。
- 1967年（昭和42年）9月1日 - 浦和市上木崎一丁目 - 四丁目、北浦和一丁目 - 五丁目、駒場二丁目、太田窪一丁目 - 五丁目、原山一丁目 - 四丁目、針ヶ谷一丁目 - 四丁目、領家一丁目 - 七丁目が成立。大字駒場および大字原山新田が消滅。
- 1968年（昭和43年）
  - 1月14日：大宮市奈良町が成立。
  - 7月2日：浦和市文蔵三丁目・四丁目が成立。
  - この年：大宮市宮原町三丁目が成立。
- 1969年（昭和44年）
  - 8月2日：大宮市東大宮一丁目・二丁目・四丁目・五丁目が成立。
  - 10月1日：浦和市大字昭和が成立。
- 1970年（昭和45年）
  - 7月1日：大宮市大字昭和が成立。
  - 8月1日：岩槻市上里一丁目・二丁目が成立。
- 1971年（昭和46年）
  - 3月31日：岩槻市諏訪一丁目 - 五丁目、東岩槻一丁目 - 六丁目が成立。
  - 5月8日：大宮市土呂町一丁目・二丁目が成立。
  - 6月1日：大宮市塚本町一丁目 - 三丁目、湯木町一丁目・二丁目が成立。
- 1972年（昭和47年）
  - 4月14日：大宮市東大宮六丁目、丸ヶ崎町が成立。
  - 11月1日：大宮市宮原町四丁目が成立。
- 1973年（昭和48年）3月10日：浦和市宮本一丁目・二丁目が成立。
- 1974年（昭和49年）：大宮市東大宮三丁目が成立。
- 1976年（昭和51年）
  - 3月17日：浦和市大東三丁目[注釈 5]、辻町一丁目が成立。
  - この年：浦和市西浦和一丁目 - 五丁目、沼影一丁目 - 三丁目[注釈 6]が成立。大字沼影および大字曲本が消滅。
- 1977年（昭和52年）12月28日
  - 浦和市大字三浦、大字見沼が成立。
  - 大宮市大字西山新田、見沼一丁目 - 三丁目、大字見山が成立。
- 1978年（昭和53年）7月1日：浦和市内谷一丁目 - 七丁目、沼影一丁目 - 三丁目、曲本一丁目 - 五丁目、松本一丁目 - 四丁目、四谷一丁目 - 三丁目が成立。西浦和一丁目から五丁目および大字松本新田が消滅。
- 1979年（昭和54年）
  - 3月31日：浦和市大字新宿、大字大道、大字三崎、大字宮後が成立。
  - 6月2日：浦和市大字油面が成立。
- 1980年（昭和55年）
  - 3月1日：与野市大戸一丁目 - 六丁目が成立。大字大戸が消滅。
  - 11月1日：浦和市白幡一丁目 - 六丁目、神明一丁目・二丁目、辻一丁目 - 八丁目、根岸一丁目 - 五丁目、文蔵一丁目 - 五丁目、南浦和四丁目、南本町一丁目・二丁目が成立、大字大谷場・大字白幡・大字辻・大字根岸および大字文蔵が消滅。
- 1981年（昭和56年）
  - 10月1日：与野市上峰一丁目・二丁目、円阿弥一丁目 - 六丁目、桜丘一丁目・二丁目、八王子一丁目 - 五丁目が成立。大字八王子が消滅。
  - 10月21日：大宮市東宮下一丁目 - 三丁目が成立。
- 1982年（昭和57年）
  - 8月1日：浦和市大原一丁目 - 七丁目、上木崎五丁目 - 八丁目、木崎一丁目 - 五丁目、皇山町、道祖土一丁目 - 四丁目、瀬ヶ崎一丁目 - 五丁目、大東一丁目 - 二丁目[注釈 7]、山崎一丁目が成立。大字上木崎・大字下木崎・大字瀬ヶ崎・大字道祖土および大字領家が消滅。
  - 10月1日：与野市上峰三丁目・四丁目、円阿弥七丁目、本町西一丁目 - 六丁目が成立。大字上峰・大字円阿弥が消滅。
  - 11月1日：上尾市大字平方領々家の一部が大宮市に編入される。大宮市大字平方領々家が成立。
- 1983年（昭和58年）7月5日 - 大宮市卸町一丁目・二丁目が成立。
- 1984年（昭和59年）
  - 2月1日：与野市本町東一丁目 - 七丁目が成立。大字与野が消滅。
  - 6月1日：大宮市プラザが成立。
- 1985年（昭和60年）
  - 7月10日：大宮市宮ヶ谷塔一丁目 - 四丁目が成立。
  - 8月1日：浦和市栄和一丁目 - 六丁目、桜田一丁目 - 三丁目、新開一丁目 - 四丁目、田島七丁目 - 十丁目、道場一丁目 - 五丁目、中島四丁目、町谷二丁目 - 四丁目が成立。
  - 10月26日：浦和市芝原一丁目 - 三丁目が成立。
- 1986年（昭和61年）
  - 8月1日：浦和市田島一丁目 - 六丁目、中島一丁目 - 三丁目、町谷一丁目、南元宿一丁目・二丁目、山久保一丁目・二丁目が成立。
  - 8月23日：大宮市深作一丁目 - 三丁目が成立。
- 1987年（昭和62年）
  - 8月9日：岩槻市上野一丁目 - 六丁目、古ケ場一丁目・二丁目が成立。
  - 8月29日：大宮市片柳一丁目・二丁目、片柳東が成立。
  - 10月1日：与野市下落合二丁目 - 七丁目が成立。
- 1988年（昭和63年）
  - 1月30日：大宮市深作四丁目・五丁目が成立。
  - 8月1日：浦和市西堀一丁目 - 十丁目が成立。
  - 10月1日：与野市鈴谷一丁目 - 九丁目が成立。大字鈴谷が消滅。
  - 10月3日：岩槻市太田一丁目 - 三丁目、城町一丁目・二丁目、本丸一丁目 - 四丁目が成立。
- 1989年（平成元年）11月6日：岩槻市城南一丁目 - 五丁目、府内一丁目 - 四丁目が成立。大字木曽良が消滅。
- 1990年（平成2年）
  - 8月1日：浦和市鹿手袋一丁目 - 七丁目、関一丁目・二丁目、別所五丁目 - 七丁目が成立。大字鹿手袋および大字別所が消滅。
  - 10月1日：岩槻市加倉一丁目 - 四丁目が成立。
- 1991年（平成3年）10月7日：岩槻市加倉五丁目、並木一丁目・二丁目、原町が成立。
- 1992年（平成4年）
  - 2月1日：与野市上落合二丁目が成立。
  - 2月10日：大宮市春野一丁目 - 三丁目が成立。
  - 2月22日：浦和市東大門一丁目 - 三丁目が成立。
- 1994年（平成6年）8月19日：浦和市馬場一丁目・二丁目が成立。
- 1995年（平成7年）8月7日：与野市新中里一丁目 - 五丁目が成立。大字中里が消滅。
- 1996年（平成8年）1月13日：大宮市東大宮七丁目が成立。大字大和田および大字堀崎が消滅。
- 1997年（平成9年）2月17日：与野市上落合一丁目・三丁目 - 九丁目が成立。
- 2000年（平成12年）
  - 2月7日：岩槻市西原、西原台一丁目・二丁目が成立。
  - 10月7日：浦和市松木一丁目 - 三丁目が成立。

#### 2001年以降
- 2001年（平成13年）5月1日
  - 浦和市・大宮市・与野市が合併し、さいたま市が発足[3]。
  - 旧大宮市と旧浦和市にあった同一の町丁名・大字名の「仲町」「大字塚本」「大字昭和」が、以下のように変更される[3]。
    - 旧大宮市仲町一丁目 - 三丁目が大宮仲町一丁目 - 三丁目に、旧浦和市仲町一丁目 - 四丁目が浦和仲町一丁目 - 四丁目にそれぞれ変更される。
    - 旧大宮市大字塚本が大字大宮塚本に、旧浦和市大字塚本が大字浦和塚本にそれぞれ変更される。
    - 旧大宮市大字昭和が大字大宮昭和に、旧浦和市大字昭和が大字浦和昭和にそれぞれ変更される。
- 2002年（平成14年）12月7日：東浦和一丁目 - 九丁目が成立[3]。
- 2003年（平成15年）4月1日
  - さいたま市が政令指定都市に移行。西区・北区・大宮区・見沼区・中央区・桜区・浦和区・南区・緑区が設置される。
  - 合併時に名称を変更した町丁・大字の名称が、以下のように変更される[3]。
    - 大宮仲町一丁目 - 三丁目が大宮区仲町一丁目 - 三丁目に、浦和仲町一丁目 - 四丁目が浦和区仲町一丁目 - 四丁目にそれぞれ変更される。
    - 大字大宮塚本が西区大字塚本に、大字浦和塚本が桜区大字塚本にそれぞれ変更される。
    - 大字大宮昭和が西区大字昭和に、大字浦和昭和が桜区大字昭和にそれぞれ変更される。

  - 中央区新都心が成立[3]。
- 2005年（平成17年）
  - 4月1日：岩槻市がさいたま市に編入合併され、岩槻区が設置される[3]。
  - 12月17日：見沼区春野四丁目が成立[3]。
- 2006年（平成18年）9月16日
  - 北区宮原町一丁目、植竹町一丁目・二丁目、土呂町、本郷町で地番と町界の変更が行われる[3]。
  - 緑区大字井沼方が東浦和二丁目に編入される。大字井沼方が消滅[3]。
- 2008年（平成20年）
  - 2月9日
    - 北区大字上加の一部が日進町二丁目に編入される[3]。
    - 岩槻区大字南平野の一部が東岩槻六丁目に編入される[3]。

  - 7月19日：見沼区島町一丁目・二丁目が成立[3]。
  - 11月22日：北区日進町二丁目・三丁目、宮原町三丁目、大成町三丁目で地番と町界の変更が行われる[3]。
- 2009年（平成21年）1月10日：見沼区春岡一丁目 - 三丁目が成立[3]。
- 2011年（平成23年）10月8日：岩槻区南平野一丁目 - 五丁目が成立[4]。
- 2013年（平成25年）9月21日：緑区大字三室の一部が松木一丁目に編入される[5]。
- 2017年（平成29年）
  - 2月18日
    - 緑区美園一丁目 - 六丁目が成立[6]。
    - 岩槻区美園東一丁目 - 三丁目が成立[7]。

  - 11月18日：西区西大宮一丁目 - 四丁目が成立[8]。
- 2019年（平成31年）3月2日：緑区大間木二丁目・三丁目が成立[9]。
- 2022年（令和4年）2月11日：見沼区風渡野一丁目・二丁目が成立[10]。

### 今後の予定
- 緑区大間木一丁目の成立が予定されている[11]。
- 見沼区若葉一丁目・二丁目の成立が予定されている[12]。
- 見沼区蓮沼一丁目 - 三丁目の成立が予定されている[13]。